# Mustela erminea polaris
Mustela erminea polaris es una subespecie de  mamíferos carnívoros  de la familia Mustelidae subfamilia Mustelinae.

## Distribución geográfica
Se encuentra en Groenlandia.